# Puissance unihoraire
Cet article court présente un sujet plus développé dans : locomotive électrique et automotrice électrique.
La puissance unihoraire, est « la puissance qu'un engin de traction ne peut développer - pour des raisons thermiques - que pendant une heure à partir de l'état froid ».